# Noord-Chinees kraton

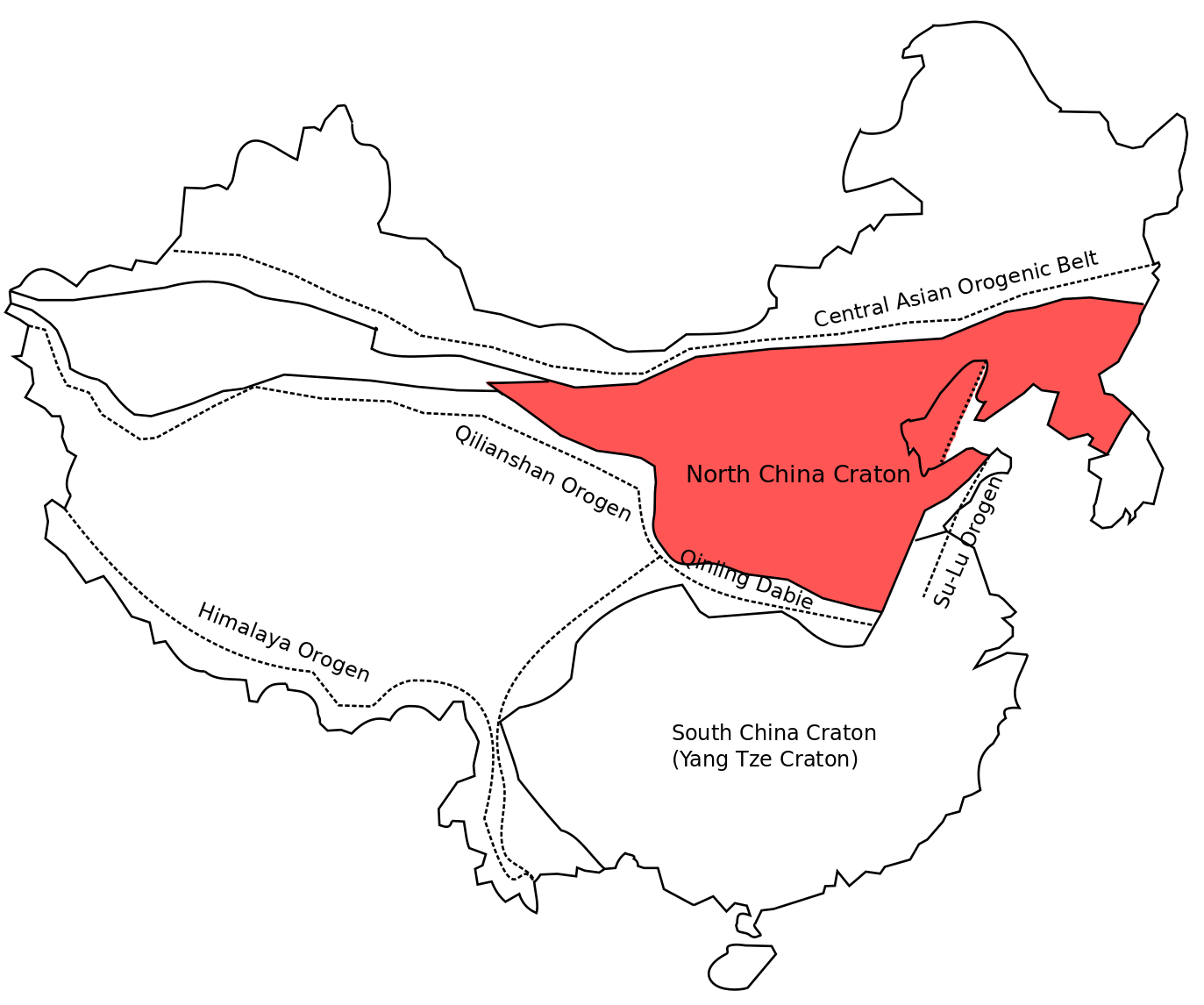
Ligging van het Noord-Chinees kraton ten opzichte van andere geologische provincies en door de CPC geclaimde landsgrenzen.

Het Noord-Chinees kraton, Noord-Chinakraton of Sino-Koreaans kraton (Chinees: 华北陸塊, pinyin: huá běi lù kuài; Engels: North China Craton, standaardafkorting: NCC) is een gebied in het noorden van China en Noord-Korea waar de aardkorst uit zeer oude gesteenten bestaat - uit het Archeïcum en Proterozoïcum. Het kraton strekt zich van oost naar west uit over ongeveer 1700 km, van de Japanse Zee in het oosten tot aan het Alashanplateau in het westen. Het kraton reikt naar het noorden tot de 42e breedtegraad, met inbegrip van het zuiden van Binnen-Mongolië en Noordoost-China. In het zuiden vormt de bergketen van de Qinling Shan de natuurlijke begrenzing. De totale oppervlakte van het kraton is ongeveer 1,5 miljoen vierkante kilometer. Precambrisch gesteente ligt op de meeste plekken niet aan het oppervlak; het grootste deel van het kraton wordt door nieuwere sedimenten afgedekt. Met name is dat het geval in het Noord-Chinees laagland en onder de Bohai (zee).

## Ouderdom
Het Noord-Chinees kraton bevat enkele kernen van Archeïsch gesteente, die verbonden worden door jongere, Proterozoïsche orogene gordels. Kennis over de ouderdom van verschillende terreinen en gesteenten is grotendeels verkregen door uranium-looddatering van zirkonen. Zirkoon is een mineraal dat zeer goed tegen verwering bestand is, en vaak het spoorelement uranium bevat. Om die reden wordt de methode veel gebruikt, maar het is niet de enige manier waarop gesteente gedateerd is.
Alleen in het oosten van de provincie Hebei en in de omgeving van Anshan (in de provincie Liaoning) komt gesteente voor dat tussen de 3,3 en 3,8 miljard jaar oud is - het is een van slechts vier plekken ter wereld waar zulk oud gesteente voorkomt. In hetzelfde gebied komen  in kwartsietlagen ook zirkonen voor, die detritisch van aard zijn. Dat wil zeggen dat ze uit ouder gesteente kwamen, dat door erosie werd vernietigd. Ze werden in een later stadium in jonger gesteente opgenomen. De in Oost-Hebei en Zuid-Lianoning gevonden detritische zirkonen hebben een ouderdom tussen de 3,6 en 3,9 miljard jaar. 
Het grootste deel van de Archeïsche terreinen in het Noord-Chinees kraton is echter tussen de 3,6 en 2,9 miljard jaar oud. Daarnaast zijn er veel zirkonen met een ouderdom rond de 2,4-2,3 miljard jaar en een andere groep met een ouderdom rond de 1,85 miljard jaar. Tijdens een van deze twee fases kwamen de Archeïsche terreinen bij elkaar in de huidige configuratie, maar de onderzoekers zijn het oneens welke fase dat was.

## Geologie
De meest voorkomende gesteenten van het kraton zijn tonaliet-trondhjemiet-granodioriet-gneis (TTG), kalkalkaliene graniet, gemetamorfoseerd vulkanisch gesteente ("groensteen"), en gemetamorfoseerde sedimenten waaronder pelieten, psammieten en banded iron formations (BIF's).
Het Noord-Chinees kraton bestaat uit drie blokken: een oostelijk en westelijk blok met Archeïsch gesteente en in het midden een centrale zone die in het Paleoproterozoïcum vormde. Dit is de ongeveer 1,85 miljard jaar oude Trans-Noord-Chinese orogene gordel. Ze ligt in een noord-zuidrichting, rond de lijn Datong-Lushan. Ze bevat ook verwerkte, sterk gedeformeerde stukken Archeïsche korst. De Trans-Noord-Chinese gordel ontstond toen de verschillende Archeïsche terreinen samenkwamen in hun huidige configuratie. Daarnaast loopt door het westelijke blok een iets oudere (2,0 tot 1,9 miljard jaar) orogene gordel die twee Archeïsche blokken scheidt: het ene rond de Yin Shan in het noorden en het andere rondom het Ordosplateau in het zuiden.
Rondom het Noord-Chinees kraton liggen jongere orogene gordels die door "moderne" plaattektoniek en continentale botsing vormden. In het noorden is dat de Centraal-Aziatische orogene gordel, een mobiele gordel die vanaf het Neoproterozoïcum vormde. In het zuiden en zuidwesten ligt de orogene gordel met de Qinling Shan, Dabie Shan en Su-Lu-orogene gordel. Deze gordel verbond in het Mesozoïcum de Noord- en Zuid-Chinese kratons met elkaar.